# Dalików (plaats)
Dalików is een dorp in het Poolse woiwodschap Łódź, in het district Poddębicki. De plaats maakt deel uit van de gemeente Dalików en telt 410 inwoners.